# Zeffirino Faina
Zeffirino Faina (San Venanzo, 9 febbraio 1826 – Perugia, 17 giugno 1917) è stato un patriota e politico italiano, senatore del Regno d'Italia dalla XVI legislatura.

## Biografia
Nato in una famiglia di ricchi proprietari terrieri nobilitata nel 1842, si laureò in Filosofia e Matematica a Perugia e, allo scoppio della prima guerra d'indipendenza, si arruolò nell'esercito pontificio schierato al fianco di quello piemontese. Tornò a Perugia nel 1849; nello stesso anno sposò la figlia di un ricco commerciante toscano, Luigi Baldini, uno degli azionisti fondatori della Cassa di Risparmio di Perugia, in seguito trasformata nella Banca di Perugia dalla fusione con la Banca Perugina di Sconto.
Dopo la morte della moglie, avvenuta già l'anno seguente, Faina divenne usufruttuario dei beni di famiglia, ma in cambio dovette aggiungere al suo nome quello del suocero: per questo motivo è spesso ricordato anche come Zeffirino Faina Baldini.
A Perugia Zeffirino Faina divenne, assieme a Nicola Danzetta e Francesco Guardabassi, uno dei principali esponenti del movimento liberale e patriottico, che si riuniva nel salotto della principessa Maria Bonaparte Valentini, figlia di Luciano Bonaparte.
Allo scoppio della seconda guerra d'indipendenza, il 14 giugno 1859, seguendo anche l'esempio di Bologna, ribellatasi al governo pontificio, Faina, assieme a Francesco Guardabassi, Nicola Danzetta, Carlo Bruschi e Tiberio Berardi assunsero il governo provvisorio della città di Perugia, a seguito della fuga del delegato apostolico, mons. Luigi Giordani, offrendosi subito di consegnare la città al re Vittorio Emanuele II. Il governo però fu annientato dopo pochi giorni: il 20 giugno 1859, i soldati svizzeri del papa riuscirono a penetrare in Perugia, dove, dopo aver avuto ragione della resistenza armata degli insorti, si abbandonarono al saccheggio: nella storiografia questo giorno sarebbe stato ricordato come quello delle "stragi di Perugia".
Faina e gli altri membri del governo provvisorio riuscirono a fuggire a Firenze, dove li raggiunse la notizia della loro condanna a morte in contumacia emessa dal tribunale pontificio. A Firenze Faina e gli altri esuli proseguirono la loro attività politica, fino a che, il 14 settembre 1860, le truppe piemontesi fecero il loro ingresso a Perugia, scacciandone definitivamente il governo pontificio.
Tornato nella sua città, Faina collaborò con il commissario regio per l'Umbria Gioacchino Napoleone Pepoli e, anche grazie alla sua esperienza di proprietario terriero e padrone di stabilimenti di industria tessile, si occupò prevalentemente dei problemi dell'industria e dell'agricoltura. Nel corso degli anni ricoprì numerose altre cariche all'interno dell'amministrazione locale, e fu presidente della Cassa di risparmio dal 1872, nel 1873 fu eletto alla Camera dei deputati e il 7 giugno 1886 venne nominato senatore.
Nell'aprile del 1861, a 35 anni, Faina si risposò con la figlia della principessa Maria Bonaparte, Luciana Valentini, da cui ebbe quattro figli (dal primo matrimonio aveva avuto una figlia). Affiliato alla massoneria dal 1854, membro della loggia Fede e Lavoro di Perugia, fondata nel 1860 , fu uno dei personaggi più in vista della società perugina (fu nominato prima cavaliere, poi ufficiale e commendatore dell'Ordine dei Santi Maurizio e Lazzaro, commendatore della Corona d'Italia, cavaliere di Gran Croce).